# Przerośl-Osada (gromada)
Przerośl-Osada (początkowo Przerośl Osada, bez łącznika) – dawna gromada, czyli najmniejsza jednostka podziału terytorialnego Polskiej Rzeczypospolitej Ludowej w latach 1954–1972.
Gromady, z gromadzkimi radami narodowymi (GRN) jako organami władzy najniższego stopnia na wsi, funkcjonowały od reformy reorganizującej administrację wiejską przeprowadzonej jesienią 1954 do momentu ich zniesienia z dniem 1 stycznia 1973, tym samym wypierając organizację gminną w latach 1954–1972.
Gromadę Przerośl Osada siedzibą GRN w Przerośli Osadzie utworzono – jako jedną z 8759 gromad – w powiecie suwalskim w woj. białostockim, na mocy uchwały nr 23/V WRN w Białymstoku z dnia 4 października 1954. W skład jednostki weszły obszary dotychczasowych gromad Przerośl Osada, Przerośl Kolonia, Przerośl Nowa, Przystajne i Krzywólka ze zniesionej gminy Przerośl oraz obszar dotychczasowej gromady Romanówka ze zniesionej gminy Filipów w tymże powiecie. Dla gromady ustalono 15 członków gromadzkiej rady narodowej.
1 stycznia 1955 roku gromadę przyłączono do powiatu gołdapskiego w tymże województwie.
29 lutego 1956 z gromady Przerośl-Osada wyłączono wsie Romanówka i Przystajne włączając ją do gromady Filipów w powiecie suwalskim.
Po trzech latach – 1 stycznia 1958 – jednostka powróciła do powiatu suwalskiego; równocześnie (1 stycznia 1958) do gromady Przerośl Osada przyłączono wsie Blenda, Bućki, Olszanka, Prawy Las, Wersele i Zarzecze Pawłowskie ze zniesionej gromady Blenda oraz wieś Rakówek i przyległy obszar lasów państwowych N-ctwa Kowale obejmujący oddziały 1—22 ze znoszonej gromady Czarne (włączonej tego samego dnia do powiatu swalskiego z powiatu gołdapskiego w tymże województwie).
1 stycznia 1969 do gromady Przerośl-Osada przyłączono (z powrotem) wsie Romanówka i Przystajne z gromady Filipów oraz wieś Zusenko ze zniesionej gromady Jemieliste.
Gromada przetrwała do końca 1972 roku, czyli do kolejnej reformy gminnej. Z dniem 1 stycznia 1973 roku reaktywowano gminę Przerośl.